# Lokia
Lokia is een geslacht van libellen (Odonata) uit de familie van de korenbouten (Libellulidae).

## Soorten
Lokia omvat 7 soorten:
- Lokia circe (Ris, 1910)
- Lokia coryndoni Fraser, 1953
- Lokia ellioti Lieftinck, 1969
- Lokia erythromelas (Ris, 1910)
- Lokia gamblesi Lieftinck, 1969
- Lokia incongruens (Karsch, 1893)
- Lokia modesta (Ris, 1910)